# Cytisus supranubius
Espèce
Synonymes
- Cytisus fragrans Lam.[1] [2]
- Cytisus nubigenus (L'Her.) Link[1]
- Genista supranubia (L. f.) Spach[2]
- Spartium supranubium L. f.[2]
- Spartocytisus nubigenus Webb & Berthel.[1]
- Spartocytisus supranubius (L. f.) Christ[2]
- Spartocytisus supranubius L. f.[3]
- Spartocytisus supranubius L.f.[1]

Cytisus supranubius, le genêt du Teide, est une espèce de plantes à fleurs de la famille des Fabaceae  et du genre des Cytisus . Elle est endémique des îles Canaries (écorégion terrestre du WWF des forêts et forêts claires arides des îles Canaries) et plus précisément des zones d'altitude (environ 2 000 m) de La Palma et Tenerife. Son nom (supranubius) signifie d'ailleurs « au-dessus des nuages », se référant à l'altitude où la plante se développe.